# 波霸餐廳
波霸餐廳（英語：Breastaurant）是指一種以胸部豐滿（波霸）性感女服務生為特色的餐廳，女服務生會穿著低胸清涼的制服（例如細肩帶背心和熱褲）。此一詞語的出現大約是在1990年代初期，也就是Hooters餐廳在美國開始流行的時候。很多類似的餐廳也有相近的服務，像Tilted Kilt Pub & Eatery餐廳、雙峰餐廳、Bombshells、Ojos Locos、Bikinis Sports Bar & Grill、Show-Me's、Brick House Tavern、Mugs & Jugs、及Heart Attack Grill餐廳等。
這類餐廳不論在裝潢或是菜單上都有有特定的主題，一般會提供顧客包括酒精飲料在內的許多福利。依照Yahoo的定義，波霸餐廳的賣點有以下四項：服務、食物、娛樂及乳房。
一般認為Hooters是第一家波霸餐廳，自1980年代起開始營運，其他的餐廳也很快開始仿效。依照食品產業研究公司Technomic的分析資料，在2011年美國除了Hooters以外的最三大波霸餐廳，營業額成長了30%，雖然只有美國頂級餐廳營業額的1%，不過也比像Applebee's餐廳和Bennigan's的表現要好，後面二個餐廳在2008年的經濟大衰退時，有出現營業額的下降。

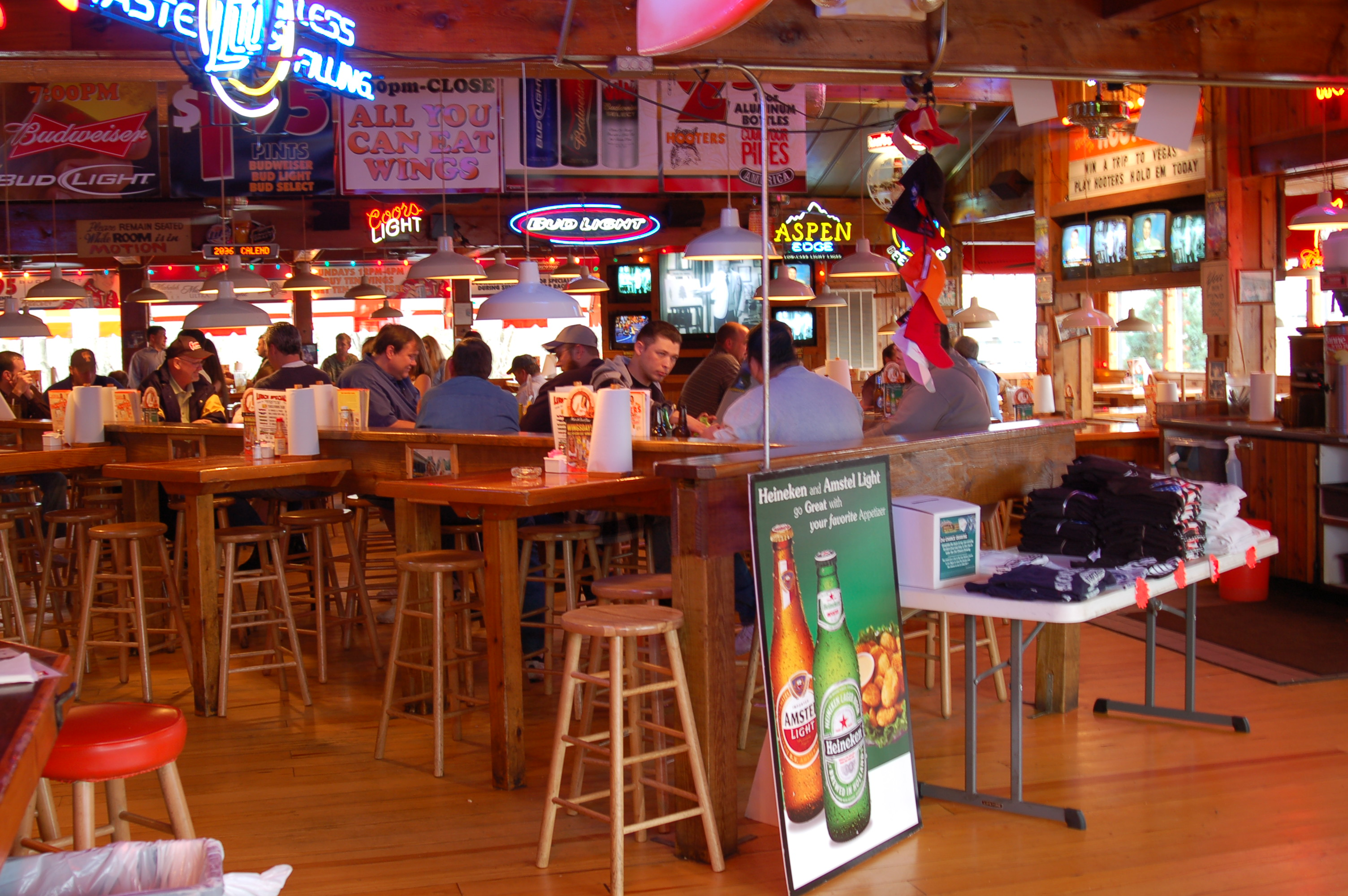
Hooters餐廳的內部

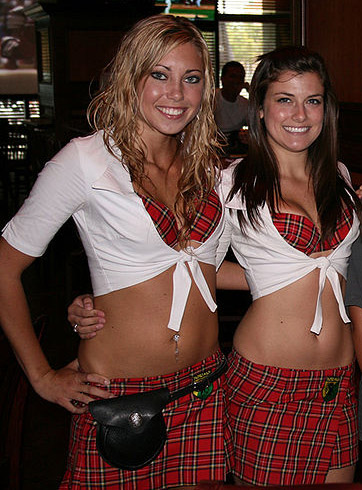
Tilted Kilt Pub & Eatery服務生的服裝

美國的Bikinis Sports Bar & Grill在2012年10月成功的向美国专利及商标局註冊將Breastaurant為其註冊商標。